# Telephone over Internet Protocol
Telephone over Internet Protocol (ToIP) – usługa bazująca na technologii VoIP, pozwalająca na prowadzenie rozmów telefonicznych za pomocą Internetu.

## Urządzenia ToIP i VoIP
- Telefony internetowe – na rynku są dostępne zarówno urządzenia wolno stojące, które przypominają tradycyjne telefony jak aplikacje uruchamiane na komputerach.
- Analogowe adaptery terminali – pakietyzery VoIP/POTS, nazywane również modemami, pozwalają wykorzystać przestarzałe tradycyjne telefony. W wielu przypadkach umożliwiają korzystanie z usług dodatkowych charakterystycznych dla telefonii internetowej.
- Urządzenia Gate Way – urządzenia gateway to hybrydy PABX rozpięte między sieciami TDM i IP.